# Peter Hoffman
Peter Joseph Hoffman (* 10. August 1969 in Midland (Michigan)) ist ein US-amerikanisch-dänischer Basketballtrainer und ehemaliger -spieler.

## Laufbahn
Hoffman spielte als Student für die Hochschulmannschaft der Michigan Technological University (Michigan Tech) in der zweiten NCAA-Division. Der 1,98 Meter messende Flügelspieler gehörte von 1988 bis 1990 und von 1991 bis 1993 zur Mannschaft. In 104 Spielen kam er auf Mittelwerte von 17,9 Punkten und 4,8 Rebounds. In den Spieljahren 1988/89 (14,7 Punkte/Spiel), 1991/92 (23,5 Punkte/Spiel) und 1992/93 (20,4 Punkte/Spiel) war er jeweils treffsicherster Korbschütze von Michigan Tech.
Hoffman blieb nach dem Hochschulabschluss zunächst in seinem Heimatland, 1993 nahm er ein Angebot des dänischen Erstligisten Horsens IC an und wurde damit Berufsbasketballspieler. Er blieb zunächst bis 1996 in Horsens, 1994 gewann er mit der Mannschaft die dänische Meisterschaft, 1993 und 1996 zudem den Pokalwettbewerb. In der Saison 1996/97 stand der US-Amerikaner beim BK Mattersburg in Österreich unter Vertrag, 1997 dann kurzzeitig in Rabat auf Malta, ehe er im selben Jahr zu Horsens IC zurückkehrte. 1998 gewann mit HIC abermals die dänische Meisterschaft, er wurde als bester Spieler der dänischen Liga der Saison 1997/98 ausgezeichnet. Im Jahr 2000 nahm er die dänische Staatsbürgerschaft an.
Von 2000 bis 2002 war Hoffman Spieler der französischen Spitzenmannschaft ASVEL Lyon-Villeurbanne. Für ASVEL erzielte er in der Saison 2000/01 im Schnitt 7,2 Punkte und 1,9 Rebounds je Begegnung und gewann mit der Mannschaft den französischen Pokalwettbewerb. In der Saison 2001/02 kam er in vier Ligaeinsätzen für ASVEL auf 2,5 Punkte pro Begegnung, des Weiteren stand er in drei EuroLeague-Partien auf dem Spielfeld. Während ASVEL im weiteren Verlauf der Saison 2001/2002 unter Trainer Bogdan Tanjević die Meisterschaft gewann, wechselte Hoffman im November 2001 in die zweite spanische Liga zu CB Los Barrios. In 16 Partien der Saison 2001/02 erzielte er 11,3 Punkte im Schnitt, im Spieljahr 2002/03 kamen 23 Ligaeinsätze mit 6,8 Punkten pro Partie für Hoffman bei Los Barrios hinzu.
Im Anschluss an seine Spielerzeit wurde der mit einer Dänin verheiratete Hoffman Jugend- und Herrentrainer bei Horsens IC. Die HIC-Profis, welche er fünf Jahre betreute, führte er 2006 zum Gewinn der dänischen Meisterschaft. Hoffman wurde Englischlehrer und Basketballtrainer an einer Sportschule in Løgumkloster, zusätzlich trat er im März 2010 das Amt des Cheftrainers der dänischen Nationalmannschaft an, welches er bis Dezember 2012 ausübte.
Er arbeitete für den dänischen Verband als Auswahltrainer im männlichen U15-Bereich, 2016 und 2017 war er Trainer der dänischen U16-Nationalmannschaft.
Zur Saison 2018/19 ging Hoffman nach Spanien, wurde beim Zweitligisten Iberojet Palma Assistenz- und Konditionstrainer. Er blieb zwei Jahre auf Mallorca. Im Sommer 2020 wechselte zum dänischen Erstligisten Randers Cimbria, bildete dort fortan ein Cheftrainergespann mit Charlie Burgess. Hoffman war bis 2022 Trainer in Randers.